# Tadeusz Brajerski
Tadeusz Brajerski, (ur. 14 listopada 1913 w Żabnie, zm. 24 lipca 1997 w Lublinie) – polski językoznawca. Uczeń Stanisława Szobera, Witolda Doroszewskiego i Władysława Kuraszkiewicza. Od 1956 profesor KUL. Brajerski tworzył prace z zakresu gramatyki historycznej i historii języka polskiego, m.in. Latynizmy w "Kazaniach gnieźnieńskich" (1966), podręcznik języka staro-cerkiewno-słowiańskiego Język staro-cerkiewno-słowiański (1990). Odznaczony Krzyżem Kawalerskim Orderu Odrodzenia Polski.
23 sierpnia 1980 roku dołączył do apelu 64 uczonych, pisarzy i publicystów do władz komunistycznych o podjęcie dialogu ze strajkującymi robotnikami.